# Friedrich Kuhlau
Daniel Friedrich Rudolph Kuhlau (11. september 1786 i Uelzen (Hannover) – 13. marts 1832 i København) var en tysk-dansk komponist. Internationalt kendes han mest for sin kammermusik, hvor forskellige fløjter spiller sammen med hinanden eller andre instrumenter, og for sine sonatiner for klaver, men i Danmark er hans navn uløseligt forbundet med musikken til Elverhøj. Kuhlau var i lighed med Mozart og Haydn medlem af Frimurerordenen.
Kuhlau kom til København som følge af Napoleonskrigene. Han fik sit gennembrud med musikken til syngespillet Røverborgen. I 1813 blev han både kongelig kammermusikus og naturaliseret som dansk undersåt. For at tjene penge måtte han give undervisning, og desuden komponerede han musik, både for soloinstrumenter, duoer, firstemmigt, til sange, til kor og til operaer. Hyldester og tilbageslag vekslede. Kuhlau oplevede stor beundring for sin evne til at improvisere på klaveret. I 1828 blev han udnævnt til professor.
Kuhlau plejede omgang med de fineste musikalske familier, og da han efter en brand led tab, bidrog venner og beundrere til at hjælpe ham økonomisk. Ved begravelsen og efter sin død blev han mindet efter alle kunstens regler, og der blev rejst et monument til hans minde.

## Liv og gerning
Kuhlaus far, Johan Carl Kuhlau, var hoboist (oboist) ved et hannoveransk linjeregiment og i øvrigt ernærede sig ved musikundervisning; moderen var Charlotte Dorothea, født Seger. Det var et temmelig fattigt hjem, i hvilket Kuhlau opvoksede mellem mange søskende, og han fik kun en tarvelig opdragelse i sin barndom; faderen gav ham selv lidt undervisning i musik, uden at der dog var taget nogen bestemmelse om, at han skulle uddannes til musiker.

### Mister som dreng sit ene øje
Et tilfælde afgjorde hans skæbne, i det han i en alder af omkring 9 1/2 år på en mørk aften på gaden i Lüneburg, hvortil hans forældre den gang var flyttet, faldt med en flaske, der knustes og sloges ind i hans hoved. Under et langt og smertefuldt sygeleje, der endte med, at han mistede sit højre øje, fandt man på, for at adsprede barnet, at anbringe et klaver tværs over hans seng, og under den bestandige beskæftigelse med dette instrument, der snart blev hans kæreste adspredelse, blev forældrene opmærksomme på hans vågnende musikalske evner. Så snart han derfor var blevet rask, søgte man at skaffe ham en bedre undervisning i musik, og en organist Ahrenbostel blev hans lærer i klaverspil. Også hans kompositionsevner røbede sig i denne unge alder, i det han hos en fløjteelskende urtekræmmer tjente sig rosiner og mandler ved at skrive nogle småstykker for fløjte, som han bragte ham under foregivende af, at de var fundne hjemme hos faderen; fløjten blev alle hans dage den hjælper, som måtte træde til, når det kneb med indtægterne.

### Musikundervisning i Hamborg
Efter nogle års forløb, i hvilke han synes at have besøgt en skole i Braunschweig og samtidig der at have givet en præsts børn undervisning i musik, kom han 1800 eller 1801 til Hamborg, hvor han fik den musiklærde kantor og musikdirektør C.F.G. Schwenke til lærer. Under dennes strenge, men dygtige ledelse tilegnede Kuhlau sig den grundige teoretiske uddannelse, hvorom alle hans kompositioner bærer vidnesbyrd. Schwenke, der satte megen pris på sin begavede elev, underviste ham gratis, men i øvrigt måtte Kuhlau ved musikundervisning selv sørge for sit underhold; samtidig uddannede han sig også praktisk på flere instrumenter, fløjte, violin og violoncel, men især dog på klaver, på hvilket instrument han opnåede en sjælden færdighed. Den livsglade unge mand blev snart en søgt deltager i private og offentlige musikunderholdninger, han komponerede for sang, klaver, fløjte og strygeinstrumenter, senere (blandt andet i vinteren 1808-9) optrådte han offentligt som solospiller på klaveret, og i maj 1810 udkom hans opus 1-3, 3 rondoer for pianoforte, i Leipzig.

### Flygtede 1810 til København fra et fransk besat Hamborg under Napoleonskrigene
Da greb ydre omstændigheder for anden gang afgørende ind i hans skæbne. I slutningen af 1810 blev Hamborg fransk, og en dag erfarede Kuhlau, at han stod på listerne over dem, der skulle udskrives til soldat. Han flygtede da og ankom under et påtaget navn til København, hvor han i den første tid holdt sig skjult af frygt for eftersøgning, men snart efter optrådte offentlig under sit rette navn og gav en koncert på Det Kongelige Teater 23. januar 1811. Denne første koncert fulgtes af flere, på hvilke han høstede almindelig beundring ved sit mesterlige spil; inden årets udgang var han tilsagt til at spille for dronningen, og adskillige ansete musikelskende huse åbnede sig for ham, således konferensråd Bruns, til hvis datter Adelaide Brun han tilegnede seks Canzoni (1813), og Løvenskiolds på Løvenborg. Med C.E.F. Weyse trådte han snart i berøring og tilegnede denne sin klaverkoncert i C-Dur, den komposition, hvormed han havde introduceret sig hos det Københavnske publikum ved sin første koncert. I 1813 fik han titel af kammermusikus.

### Oehlenschläger opdager Kuhlaus sjældne begavelse
Adam Gottlob Oehlenschläger har æren af at have opdaget Kuhlaus sjældne begavelse som operakomponist. Han opsøgte den unge fremmede musiker, drog ham til sig og overdrog ham at komponere musikken til Røverborgen. Dette syngespil, som for en del er komponeret under et sommerophold på Løvenborg i 1813, opførtes første gang 26. maj 1814 og kan med rette siges at have åbnet en ny æra for musikken i Danmark. Den luftning af romantik, som ånder over denne komposition med dens karakteristiske og betagende melodier, dens brogede, livlige kolorit, dens om Cherubini mindende harmoniske og kromatiske ejendommeligheder og den glimrende rige instrumentation, var noget nyt på den danske scene, som dengang under Kunzens ledelse endnu stod på et i musikalsk henseende helt gammeldags, næsten før-mozartsk standpunkt.

### Kunzen og Kuhlaus talent for lejligheds-kanoner
Røverborgen vakte derfor megen opsigt og gjorde stor lykke hos publikum; men i de musikalske kredse, hvor Kunzen og Claus Schall regerede, stødte den på modstand, og Kunzen udtalte sig temmelig skarpt imod Kuhlaus moderne musik og efterligningen af Cherubini, hvem Kuhlau i høj grad beundrede og upåtvivlelig også var påvirket af. Disse angreb fra en mand, hvis gunst han tidligere havde besiddet, men som nu vendte sig imod ham, gengældte Kuhlau på en ejendommelig, om just ikke ædel, måde ved et par musikalske kanoner, O du Nase aller Nasen og Ach, Musik von Cherubini, i hvilke han raillerede over Kunzens udseende og over hans musik. Den musikalske kanon var dengang på mode, og Kuhlau var en mester i at skrive disse kontrapunktiske kunststykker, hvorved han forstod at opnå en meget komisk virkning. Allerede medens han levede i Hamborg, havde han moret sig hermed, og det vedblev lige til hans livs ende at være hans fornøjelse at skrive kanoner og kanongåder. I en årrække forsynede han Allgemeine musikalische Zeitung med sådanne, og i den udenlandske musikalske verden var han almindelig kendt som den store gådekanonbygger; da Beethoven første gang så Kuhlau, udbrød han: "Ah, der grosse Kanonier!"

### Ingen succes med musik til BaggensensTrylleharpen
Jens Baggesen var den næste danske digter, der forsynede Kuhlau med en operatekst, idet det blev denne overdraget at skrive musikken til Trylleharpen, som opførtes første gang 30. januar 1817. Denne komposition fik han dog kun liden glæde af, i det de bekendte teaterspektakler, som udbrød ved stykkets anden opførelse på grund af Baggesens formentlige plagiat, foranledigede dets henlæggelse; i 1819 tog man det atter frem, men det gjorde ikke lykke og gik kun én gang. Kun ouverturen er udkommet, og et enkelt musiknummer er indlagt i Købmanden i Venedig; ellers er dette arbejde, der næppe heller hører til Kuhlaus bedste, blevet overgivet til forglemmelsen.

### Naturaliseret 1813 – dårlig økonomi, men kun ringe lyst til undervisning
Da Kuhlau i 1810 udvandrede til København, var det ikke hans tanke at blive her, og endnu i 1812 betegner han sit ophold i Danmark som foreløbigt. Men efter at han i 1813 var blevet karakteriseret som kongelige kammermusikus og samme år var blevet naturaliseret som dansk undersåt, synes han at have gjort sig fortrolig med den tanke at skifte fædreland. De første år af hans ophold her var imidlertid i pekuniær (økonomisk) henseende en meget vanskelig tid for ham.
For at leve måtte han give musikundervisning; men dette hadede han, og så snart han kunne det, ophørte han dermed og var senere aldrig til at bevæge til at påtage sig nogen information. Kun i musikteori og komposition vedblev han at give undervisning, og antallet af yngre komponister og musikere, som have søgt vejledning hos ham, er ikke ringe; til de kendteste hører Johannes Frederik Frølich, Johann Christian Gebauer og til dels Herman Severin Løvenskiold. Hans uvilje imod information står i forbindelse med hans ulyst til fast beskæftigelse. I 1816-17 var han under Kunzens sygdom midlertidig ansat som syngemester ved teatret; men da Kunzen døde 1817, og Schall blev dennes efterfølger som kapelmester, opgav han denne stilling, til dels vel også for ikke at stå under Schall, hvem han som musiker havde meget ringe respekt for.

### Forældrene og en søster flytter ind og økonomien forværres
I 1814 var hans økonomiske vanskeligheder blevet yderligere forøgede, idet hans gamle forældre var flyttet til ham tillige med hans yngste søster; denne skulle føre hus for ham, som hun hidtil havde gjort det for forældrene, men hverken hun eller han var praktiske eller økonomiske.
Komposition af let afsættelige mindre sager blev da den indtægtskilde, hvortil han væsentlig var henvist, og her var det da først og fremmest fløjten og dernæst klaveret, som blev hjælpen i nøden.

### Kompositioner for fløjte som var tidens modeinstrument
Fløjten var den tids udprægede modeinstrument, og alt, hvad han kunne skrive for dette instrument, fandt villig modtagelse hos forlæggerne og rivende afsætning. Han har da også skrevet en mængde fløjtemusik, lige fra soloer for en fløjte til kvartetter for fire; meget af dette har kun været øjeblikkets børn, der for længst er glemte, men de større kompositioner, blandt andet hans koncerterende duos for to fløjter, har blivende værd og vidner om et sjældent indgående kendskab til fløjtens behandling og ydeevne. Intet under derfor, at han i udlandet gjaldt for "le grand maître de flûte", ligesom han fejlagtig er blevet gjort til fløjtist i Det Kongelige Kapel; sandheden er, at han ikke kunne spille sine egne fløjtekompositioner, men, når han havde skrevet noget, gerne gik ud til fløjtisten Peter Christian Bruun på Falkonergården for at konferere med ham om sit arbejde.

### Kompositioner for klaver
Kompositioner for klaveret frembød allerede større vanskeligheder. Småsager, som variationer over bekendte melodier og lignende, anbragtes let, men større kompositioner fandt ikke så stor imødekommenhed hos forlæggerne. Dog foreligger der også en meget stor mængde kompositioner for dette Kuhlaus egentlige instrument, rondoer, sonatiner, lettere og vanskeligere sonater, som vidner om hans uudtømmelige opfindsomhed og store kendskab til instrumentets teknik. Skønt meget heraf for længst er glemt, har dog en betydelig del af disse kompositioner holdt sig i live, dels ved deres musikalske værdi, dels ved den store instruktive brugbarhed, der har gjort dem til så mange tusinder unge klaverelevers første repertoire.

### Den grundige musikalske lærdom viser sig også i det små
Selv i sådanne mindre kompositioner træder Kuhlaus grundige musikalske lærdom ofte frem, således i de omtalte koncerterende fløjteduetter. At komponisten imidlertid ofte måtte føle trang til at arbejde i større former, er selvfølgeligt; men for ham, som på grund af forholdenes magt først og fremmest måtte se på, hvad han kunne få udgivet, tilbød der sig ikke så hyppig lejlighed til at tilfredsstille denne trang. Han har skrevet fire klaverkvartetter, tre kvintetter for fløjte og strygeinstrumenter m. m.; flere af disse kompositioner falder dog i en senere periode af hans liv. Når Weyse sagde: "Han skriver sig Hæder og Ære fra!" så kunne ganske vist en sådan produktivitet indeholde en fare for komponisten; men det er netop et vidnesbyrd om hans skabende kraft, at den ikke syntes at svække hans produktionsevne for den store komposition. Han arbejdede også med en overordentlig lethed; således er de fire sonatiner, op. 88, netop nogle af de mest yndede, skrevet på en lørdag eftermiddag og den påfølgende søndag morgen, medens han samtidig var beskæftiget med kompositionen af Hugo og Adelheid.

### Kongelig kammermusikus 1818 – lejlighedsmusik til hoffet
I 1818 tillagdes der Kuhlau den ved harpenisten Juncks død ledigblevne gage af 300 rigsdaler som kongelige kammermusikus. Dermed fulgte den forpligtelse foruden efter tilsigelse at spille klaver i de kongelige gemakker tillige at skrive lejlighedsmusik til hoffets brug eller, når dette ikke befaledes, musik for teatret. Der sendtes ham snart efter en tekst til et syngespil, Elisa af Caspar Johannes Boye, som blev opført 1. april 1820. Musikken manglede måske noget af Røverborgens friskhed, hvad der vel nærmest havde sin årsag i den udramatiske tekst; men i det hele er den fortræffelig og på sine steder af stor skønhed. Ouverturen hører til Kuhlaus bedste arbejder. Men den slette tekst gjorde, at publikum ingen interesse kunne få for stykket, og det henlagdes efter få opførelser.

### 1821 på en større udlandsrejse
Disse gentagne uforskyldte uheld med hans dramatiske arbejder var måske medvirkende til, at Kuhlau i 1821 foretog en større udenlandsrejse; men i øvrigt var rejselyst en fremtrædende tilbøjelighed hos ham. Allerede som ganske ungt menneske havde han i 1804 fra Hamborg gjort en kunstrejse med en jævnaldrende ven til Bremen, og på en anden rejse havde han gæstet Berlin. Fra København havde han i 1815 sammen med valdhornisten Schuncke foretaget en kunstrejse til Stockholm, hvor han gjorde megen lykke; han blev senere medlem af det kongelige musikalske Akademi i Stockholm. I 1816 var han i Hamborg. Gøteborg, hvor han havde personlige forbindelser, besøgte han gentagne gange. I 1821 gik turen til Tyskland, hvor han over Leipzig tog til Schweiz og der fra til Wien, rejsens egentlige mål. Her blev han i længere tid, men havde den skuffelse ikke at træffe den af ham højt beundrede Beethoven, da denne var bortrejst.

### Træffer 1825 den beundrede Beethoven på en rejse til Tyskland
På en senere rejse i 1825 traf han ham og blev meget venlig modtagen af den just ikke altid tilgængelige store mester. På denne tid var musiklivet i Tyskland meget rigt; Webers Jægerbruden gik sin epokegørende gang over de tyske scener, og Rossini fejrede med sin bedårende melodiøsitet i Barberen i Sevilla og flere andre operaer en række af triumfer. Allerede i 1819 havde Siboni bragt Rossini frem i Danmark, men såvel Kuhlau som Weyse havde stillet sig kritisk over for den italienske musik. Ikke desto mindre kan der ikke være tvivl om, at Kuhlau er blevet påvirket af denne musiks ynde, og operaen Lulu bærer vidnesbyrd derom.

### OperaenLulu
Dette sit hovedværk skrev Kuhlau efter sin hjemkomst i 1822 til en i det hele god tekst af C.F. Güntelberg (1791-1842), og stykkets ejendommelige, eventyrlig fantastiske emne var netop egnet til at tiltale Kuhlau, medens Weyse, hvem det først havde været tilbudt, havde afslået at komponere det.
Med denne opera, som opførtes første gang 29. oktober 1824, fejrede Kuhlau en smuk triumf. Det rygte havde udbredt sig, at Lulu var en "Rossinade", og at Kuhlau, der hidtil ligesom Weyse havde været en bærer for den klassiske musik og bekæmpet den italienske smag, var gået over til fjenden. Det skulle straffes, og en udpibning forberedtes til den anden opførelse (den første var en festforestilling i anledning af dronningens fødselsdag); da Kuhlau gik til teatret, søgte en billetsjover at lokke ham til at købe en billet med den oplysning, at der skulle pibes. Men der blev intet af udpibningen. Stykket med sin rigdom af vekslende melodier og en glans i instrumentationen, som overgik alt, hvad Kuhlau tidligere havde præsteret, betog fuldstændig publikum.

### "Rigere melodiøs fylde"
Men alligevel var det uomtvisteligt, at der var foregået en forandring med komponisten: der var kommet en rigere melodiøs fylde, en varmere, blødere kolorit, en mere syngende karakter over hans musik. Dog var dette ikke nogen efterligning efter Rossini; det var den italienske operas store stil, men indholdet var Kuhlaus eget med Mozart, hans første og sidste kærlighed, som idealet. Dette stykke, hvori Eleonore Christine Zrza havde en af sine bedste glansroller, holdt sig i længere tid på scenen, men henlagdes efter hendes bortgang.

### Dramatiske kompositioner
Efter atter at have gæstet Tyskland i 1825 skrev Kuhlau i de påfølgende tre år tre dramatiske kompositioner, William Shakspeare af Boye, opført 28. marts 1826, Hugo og Adelheid, ligeledes af Boye, opført 29. oktober 1827, og Elverhøj af Johan Ludvig Heiberg, opført 6. november 1828.
William Shakspeare var af forfatteren tiltænkt Claus Schall, men blev af teaterbestyrelsen givet til Kuhlau, musikken skulle kun være understøttende; men alligevel fik Kuhlau lejlighed til i ouverturen til dette stykke at udføre et stort kunstværk, i hvilket kontrapunktisk lærdom på en genial måde er forenet med en sjælden friskhed og ungdommelig kækhed. Dette stykke har holdt sig længe på scenen, hvorimod han havde samme uforskyldte uheld som tidligere med Hugo og Adelheid. Teksten havde først været tilbudt Weyse, som imidlertid ikke ville have noget med den at gøre; Kuhlau mente at kunne gøre noget ud af enkelte steder og påtog sig arbejdet, men skønt hans komposition udmærker sig ved stor ildfuldhed (begejstring) og ved nogle komiske scener af megen virkning, formåede han ikke at frelse den fra den dødsdom, som publikum fældede over teksten.

### Elverhøj
Derimod blev Elverhøj både ved sin fortrinlige, poetiske tekst og ved Kuhlaus herlige musik med de lige så smagfuldt som kunstnerisk skønt indflettede folkemelodier til et stykke, som altid har holdt sig på scenen og endnu den dag i dag (ca. 1900) udøver den samme tiltrækning på sit publikum som da det blev skrevet. Ouverturen er pragtfuld, og om end nogle mener, at William Shakspeare-ouverturen er Kuhlaus i kunstnerisk henseende mest fuldendte, er der ingen tvivl om, at Elverhøj-ouverturen er hans populæreste, ja vel den populæreste af alle danske ouverturer. Ved dette værk, der ved et mærkeligt træf er blevet hans opus 100, fremtrådte Kuhlau som national komponist.

### Dygtig som improvisator
Som almindelig beundret improvisator på klaver havde Kuhlau udviklet en evne til under idelig (bestandig) varierende og kromatisk modulering at lade en enkelt, simpel og skøn melodi klinge igennem som grundlaget i sit spil. Af sådanne simple melodier interesserede han sig særlig for folkesangene; allerede på sin Sverigesrejse i 1815 havde han i Stockholm spillet en fantasi over svenske folkemelodier, og blandt hans mindre kompositioner findes adskillige variationer over nordiske og fremmede national- og folkesange. Da han tog fat på Elverhøj, var vejen ham allerede anvist af digteren, og han besad selv i rigt mål midlerne til at følge denne vej; derfor blev Elverhøj til det, det er, et nationalt dansk skuespil, måske det skønneste, vi besidder, hvor ord og toner smelter så uforlignelig sammen.
Efter denne lykkelige sejr gjorde Kuhlau, som 1828 havde fået professortitlen, igen en lille rejse i 1829 til Tyskland, hvor han blandt andet hos den leipzigske musikhandler Bøhme hørte sin nylig komponerede kvartet for fire fløjter udføre; det var ved denne lejlighed, at den første fløjtist begyndte at konversere Kuhlau om tekniske finesser og blev meget forbavset ved at erfare, at Kuhlau ikke var fløjteblæser.
Efter hans hjemkomst blev Ravnen af H.C. Andersen tilbudt ham at komponere, men advaret af tidligere uheld undslog han sig derfor, og Ravnen overdroges da J.P.E. Hartmann. Derimod komponerede han musikken til Oehlenschlägers Trillingbrødrene fra Damask, som opførtes 2. september 1830. Her slog han atter ind på den store operastil, men stoffet var for spinkelt til at kunne bære denne, og da teksten tilmed var temmelig udramatisk, kunne stykket trods Kuhlaus livlige og melodiøse musik ikke vinde publikums gunst og måtte henlægges. I 1839 blev en del af musikken tillige med udvalgte numre af Kuhlaus andre syngespil anvendt ved opførelsen af Aladdin.

### Ikke nogen selskabsmand
Kuhlau var alt andet end selskabsmand. I konferensråd Constantin Bruns sale, hvor han i sine første år kom meget og akkompagnerede datteren Idas sang, følte han sig aldrig godt tilpas; en tid lang havde han endog opholdt sig der, men en skøn dag deserterede han uden varsel. Ved Hove (Hoffet) må han upåtvivlelig ofte være kommet galt af sted som den gang, da dronningen med egne hænder bød ham en kop te, og han bad om en snaps i stedet. Fra de fine kredse, som i begyndelsen havde åbnet sig for ham, trak han sig derfor tidlig tilbage, og kun med enkelte, som den Løvenskioldske familie, vedblev han at stå i forbindelse. Også prins Christian (senere Christian 8.) besøgte han af og til, når han kunne være fri for etikettetvang. Derimod følte han sig hjemme i musikelskende borgerlige kredse, som hos professor Frederik Høegh-Guldberg, etatsråd Mendel Levin Nathanson, grosserer Trier, grosserer George Gerson, vinhandler Christian Waagepetersen og flere.
Weyse stod han ikke på nogen fortrolig fod med, dertil var de så vel i deres kunst som i deres personer for store kontraster; men de højagtede gensidig hinanden, om end Weyse ikke altid beherskede sin satire, og der kunne komme nogen bitterhed frem i ytringer af ham, som denne: "Instrumentere forstår jeg ikke, det kan jo kun Kuhlau" – på dette punkt var Kuhlau upåtvivlelig Weyse overlegen.
I de fortrolige kredse, hvor han følte sig hjemme, var han munter, og alle holdt af ham; han glædede da ofte de tilstedeværende med sine geniale improvisationer. Lige over for damer var han derimod kejtet og undselig, hvad der vel var grunden til, at den ellers ikke så lidt af kvinder beundrede mand forblev ugift. Omkring 1826 flyttede han til Kongens Lyngby, hvad vel navnlig hans kærlighed til naturen har bevæget ham til; fra da af blev hans liv mere ensomt, og i hans senere år kom der noget indesluttet over ham. Musikken var hans første og bedste, dog elskede han også digtekunsten og læste gerne tyske og danske digtere. Det danske sprog forstod han fuldkommen, men han talte helst tysk; alle bekendte ytringer af ham, som er opbevarede, er på tysk.

### Forældrenes død – brand og sygdom
I 1830 døde først hans fader og derpå hans moder, hvad der, navnlig for den sidstes vedkommende, smertede ham dybt. Han var da selv svagelig, led af en ondartet hoste og gigtsmerter. I februar 1831 nedbrændte det hus, han boede i, hvorved alle hans manuskripter gik tabt, deriblandt en generalbasskole, han i flere år havde arbejdet på. Det pekuniære tab, han led, erstattedes ham af hans venner; Weyse foranstaltede en koncert for ham, og prins Christian tilbød ham bolig på slottet, hvad han dog afslog; men tabet af sine arbejder tog han sig meget nær. Han blev endog alvorlig syg og måtte indlægge sig på Frederiks Hospital.
Efter at være udskrevet der fra tilbragte han endnu sommeren i Lyngby og flyttede derpå om efteråret til København. Han syntes atter at skulle leve op; allerede tænkte han på en ny rejse til den næste sommer, og han tog med stor iver fat på et arbejde, som kunstvennen Waagepetersen havde glædet ham med at bestille hos ham, nemlig seks strygekvartetter. Men han fik kun én af disse færdig, den eneste, han har skrevet. Efter 14 dages sygdom døde han 13. marts 1832. Han blev foreløbig bisat i Sankt Petri Kirkes kapel under en gribende sørgemusik af Weyse.
Hans bortgang hædredes med mindefester af Det Kongelige Teater og flere foreninger, blandt andet også af Studenterforeningen med en kantate af Weyse; Kuhlau havde stedse vist studenterverdenen sympati og dediceret Studenterforeningen en samling mandskvartetter; endnu frem til omkring århundredeskiftet (1900) udgjorde Kuhlauske kvartetter nogle af perlerne i Studentersangforeningens repertoire. Først i 1833 stedtes han til jorden, efter at et monument var blevet tilvejebragt ved en indsamling, som Weyse med flere var trådt i spidsen for.

## Gravsted
Kuhlau er begravet på Assistens Kirkegård

## En slægt af musikere
Flere af Kuhlaus slægt var musikere. Hans fætter Søren Kjerulf Kuhlau var violoncellist i Det Kongelige Kapel. En ældre broder var musiker i Calcutta, og dennes søn Georg Frederik Kuhlau der fra sit 12. år blev opdraget i sin farbrors hus, blev en dygtig pianist.